# Горбуново (Казахстан)
Горбуно́во (каз. Горбуново) — село у складі Байтерецького району Західноказахстанської області Казахстану. Входить до складу Махамбетського сільського округу.
Населення — 122 особи (2021; 123 у 2009, 247 у 1999, 342 у 1989).